# スタディオ・シルヴィオ・ピオラ (ノヴァーラ)
スタディオ・シルヴィオ・ピオラ（Stadio Silvio Piola）は、イタリア・ピエモンテ州ノヴァーラにある多目的スタジアム。主にサッカーの試合に利用されており、ノヴァーラFCがホームスタジアムとしている。収容人数は17,875人。

## 概要
スタジアムの名称は、元イタリア代表の名選手でノヴァーラでもプレーしたシルヴィオ・ピオラが由来。
2010年にピッチを人工芝に改修。翌2011/2012シーズンにノヴァーラがセリエAに昇格し、同年に改修を行ったACチェゼーナの本拠地スタディオ・ディノ・マヌッツィとともに、初めてセリエA公式戦で人工芝のピッチが使われることになった。